# 2000年シドニーオリンピックのモロッコ選手団
2000年シドニーオリンピックのモロッコ選手団（2000ねんシドニーオリンピックのモロッコせんしゅだん）は、2000年9月15日から10月1日にかけてオーストラリアのニューサウスウェールズ州シドニーで開催された2000年シドニーオリンピックのモロッコ選手団、およびその競技結果。

## 概要
今大会は銀メダル1個、銅メダル4個の合計5個のメダルを獲得した。

## メダル
| メダル | 選手名                 | 競技       | 種目             |
| ------ | ---------------------- | ---------- | ---------------- |
| 銀     | ヒシャム・エルゲルージ | 陸上       | 男子1500m        |
| 銅     | ブラヒム・ララフィ     | 陸上       | 男子5000m        |
| 銅     | アリ・エジーヌ         | 陸上       | 男子3000m障害    |
| 銅     | ネザ・ビドゥアン       | 陸上       | 女子400mハードル |
| 銅     | タハ・タムサマニ       | ボクシング | 男子フェザー級   |